# Kanton Olmeto
Olmeto is een voormalig kanton van het Franse departement Corse-du-Sud. Het kanton maakte deel uit van het arrondissement Sartène. Het werd opgeheven bij decreet van 24 februari 2014 met uitwerking op 22 maart 2015.

## Gemeenten
Het kanton Olmeto omvatte de volgende gemeenten:
- Arbellara
- Fozzano
- Olmeto (hoofdplaats)
- Propriano
- Santa-Maria-Figaniella
- Viggianello